# Ihar Spilniczenka
Ihar Azorawicz Spilniczenka (biał. Ігар Азоравіч Спільнічэнка, ros. Игорь Азорович Спильниченко, Igor Azorowicz Spilniczenko; ur. 8 października 1962 w Słucku) – białoruski lekarz i polityk, w latach 2008–2012 deputowany do Izby Reprezentantów Zgromadzenia Narodowego Republiki Białorusi IV kadencji.

## Życiorys
Urodził się 8 października 1962 roku w mieście Słuck, w obwodzie mińskim Białoruskiej SRR, ZSRR. Ukończył Miński Państwowy Instytut Medyczny, uzyskując wykształcenie lekarza anestezjologa reanimatologa i lekarza organizatora ochrony zdrowia. Pracował jako lekarz anestezjolog reanimatolog w Słuckim Centralnym Szpitalu Rejonowym, zastępca głównego lekarza Słuckiego Terytorialnego Zjednoczenia Medycznego ds. Obsługi Medycznej Ludności Rejonu, główny lekarz Wilejskiego Centralnego Szpitala Rejonowego. Był deputowanym do Słuckiej Rejonowej Rady Deputowanych i Mińskiej Obwodowej Rady Deputowanych.
27 października 2008 roku został deputowanym do Izby Reprezentantów Zgromadzenia Narodowego Republiki Białorusi IV kadencji z Wilejskiego Okręgu Wyborczego Nr 64. Pełnił w niej funkcję członka Stałej Komisji ds. Ochrony Zdrowia, Kultury Fizycznej, Rodziny i Młodzieży. Od 13 listopada 2008 roku był członkiem Narodowej Grupy Republiki Białorusi w Unii Międzyparlamentarnej.

## Życie prywatne
Ihar Spilniczenka jest żonaty, ma syna.